# Професорка клавира
„Професорка клавира“ (фр. La Pianiste) је француски филм из 2001. режисера Михаела Ханекеа. Главне улоге играју Изабел Ипер и Беноа Мажимел. Снимљен је по роману „Пијанисткиња“ (Die Klavierspielerin) Елфриде Јелинек, аустријске књижевнице, добитнице Нобелове награде за књижевност 2004. Поред бројних награда, филм је освојио и гран при филмског фестивала у Кану 2001. године, а Изабел Ипер и Беноа Межмел за ове улоге освојили су награду за најбољег глумца, односно најбољу глумицу фестивала.

## Радња
Ерика предаје клавир на бечком конзерваторијуму и важи за врло строгу професорку. Њен однос према посесивној мајци са којом живи, можда је разлог такав став. Када упозна студента Волтера, моћи ће да искаже своје садомазохистичке склоности...